# Cortinarius elegantissimus
Cortinarius elegantissimus (Robert Henry, 1943) din încrengătura Basidiomycota, în familia Cortinariaceae și de genul Cortinarius este o specie numai regional răspândită de ciuperci otrăvitoare care coabitează, fiind un simbiont micoriza (formează micorize pe rădăcinile arborilor). O denumire populară nu este cunoscută. În România, Basarabia și Bucovina de Nord trăiește pe sol calcaros sau silicos sociabil, lipsind pe alocuri, în păduri de foioase precum în cele mixte aproape numai sub fagi. Apare de la câmpie la deal, numai ocazional la munte, din septembrie până în noiembrie, iar dacă vremea nu este geroasă chiar și până în decembrie.

## Taxonomie
Specia a fost descrisă sub denumirea Agaricus auro-turbinatus pentru prima dată de juristul, politologul și micologul elvețian Louis Secretan (1758–1839) în volumul 1 al lucrării sale Mycographie Suisse, ou Description des Champignons Qui Croissent en Suisse particulièrement dans le canton de Vaud, aux environs de Lausanne din 1833, fiind transferată de cunoscutul micolog danez Jakob Emanuel Lange la genul Cortinarius cu epitetul aurantioturbinatus în 1939. Apoi, în 1943, micologul francez Robert Henry (1906-2001) a descris ciuperca sub numele Cortinarius elegantissimus, în volumul 8 al jurnalului micologic Revue de Mycologie.
Numele binomial Cortinarius elegantissimus hotărât însă se referă la a 2-a descriere a acestei ciuperci de către Henry din 1989, de verificat în volumul 20 al jurnalului micologic Documents Mycologiques. fiind și numele curent valabil (2021).
Taxon obligatoriu este  Phlegmacium elegantissimum al micologului austriac Meinhard Michael Moser din 1953, bazând pe descrierea lui Henry, de asemenea, toate celelalte denominații făcute sunt acceptate drept sinonime.
Trebuie menționat că, în 2022, micologii finlandezi Tuula Niskanen și Kare Liimatainen au propagat mutarea speciei la genul Calonarius, creat de ei, sub termenul Calonarius elegantissimus.
Epitetul specific este derivat din cuvântul latin (latină elegantissimus= foarte elegant, splendid, superb), datorită aspectului general al ciupercii.

## Descriere
- Pălăria: cărnoasă, fermă și nehigrofană cu un diametru de 8-12 cm este la început emisferică cu marginea nestriată, răsucită pentru mult timp spre interior, devenind repede convexă, apoi aplatizată și mai mult sau mai puțin ondulată, fără cocoașă, dar adesea slab boltită în centru. Cuticula destul de groasă și ușor de separat de pălărie este netedă, fără fibre radiale, ocazional presărată doar in mijloc cu picățele mai închise, fiind la ariditate mat-mătăsoasă, la umezeală slinoasă până cleioasă. Coloritul este inițial galben-auriu până galben de lămâie, apoi deschis galben-maroniu până roșu de vulpe, fiind spre vârf mai închis, rămânând spre margine gălbui.
- Lamelele: sunt subțiri și aglomerate, bifurcate și intercalate cu o mulțime de lameluțe de lungime diferită care sunt atașate slab bombat la picior. Coloritul inițial galben de sulf se decolorează cu timpul peste gri-gălbui și galben-măsliniu în ruginiu. În tinerețe sunt acoperite de o cortină trecătoare deasă, albicioasă, formată din fibre foarte fine ca de păienjeniș, rest al vălului parțial. Muchiile fin fierăstruite devin în vârstă clar crestate.
- Piciorul: cărnos, robust, ceva elastic și plin pe dinăuntru cu o lungime de 8-12 (18) cm și o grosime de 1,5-2,5 cm (bulbul până la 4 cm) este în mare parte cilindric, prezentând însă la bază un bulb bordurat, tăios cu un diametru de până la 4 cm. Coloritul suprafeței uscate este în partea superioară slab galben de lămâie cu nuanțe verzuie, spre jos mai puternic galben, fiind striat de numeroase fibre filamentoase, colorate de spori roșiatic sau ruginiu. Bulbul ocru-gălbui este pestriț roșiatic și la bordură cu o bandă brună.
- Carnea: cărnoasă, destul de fermă și flexibilă este în general albicioasă, dar sub cuticulă ocru-gălbuie până la deschis verzuie, deasupra lamelelor cu o zonă gri îmbibată cu apă, piciorul marmorat gri fiind galben-verzui spre coajă și oarecum galben pal în bulb. Nu se decolorează după tăiere, singur domeniul bulbului poate deveni maroniu deschis la aer. Mirosul nu poate fi definit clar. Unii îl consideră picant, dulceag cu o nuanță de marțipan (migdale amare), alții ca de patiserie, oarecum ca de tămâie, de fenicul, uneori ceva mucegăit chiar și slab pământos-prăfos. Gustul este blând. [3][4]
- Caracteristici microscopice: are spori de un colorit brun-ocraceu, destul de mari, preponderent în formă de lămâie (ocazional și în cea de migdale sau ovoidali), distinct verucoși cu umflături pe exterior, măsurând 12,5-15,7 x 8-10,2 microni. Pulberea lor este ruginie. Basidiile sunt clavate cu 4 sterigme fiecare, având o dimensiune de 35-40 x 10-12 microni. Marginile lamelelor sunt homomorfe între ele.[12]
- Reacții chimice: ciuperca se decolorează cu o soluție de hidroxid de potasiu sau hidroxid de sodiu de 20% în felul următor: cuticula mai întâi ruginiu, apoi adânc roșu închis, carnea brun-violet dar numai acolo unde este galbenă de sulf și coaja piciorului imediat roșu închis. Mai departe, clorură de fier conferă marginii pălăriei o nuanță verde-măslinie.[12][13]

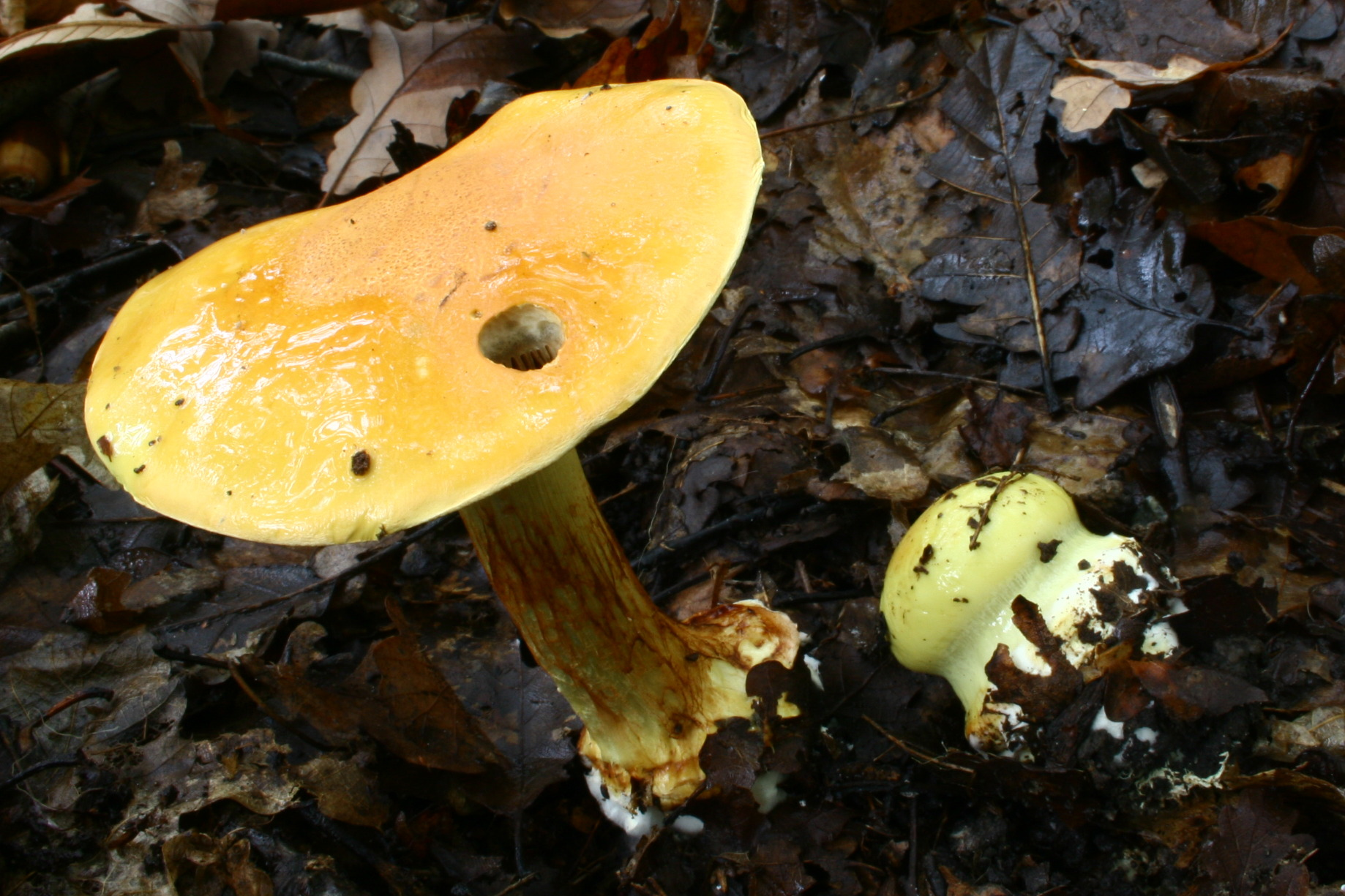
C. elegantissimus matur și foarte tânăr
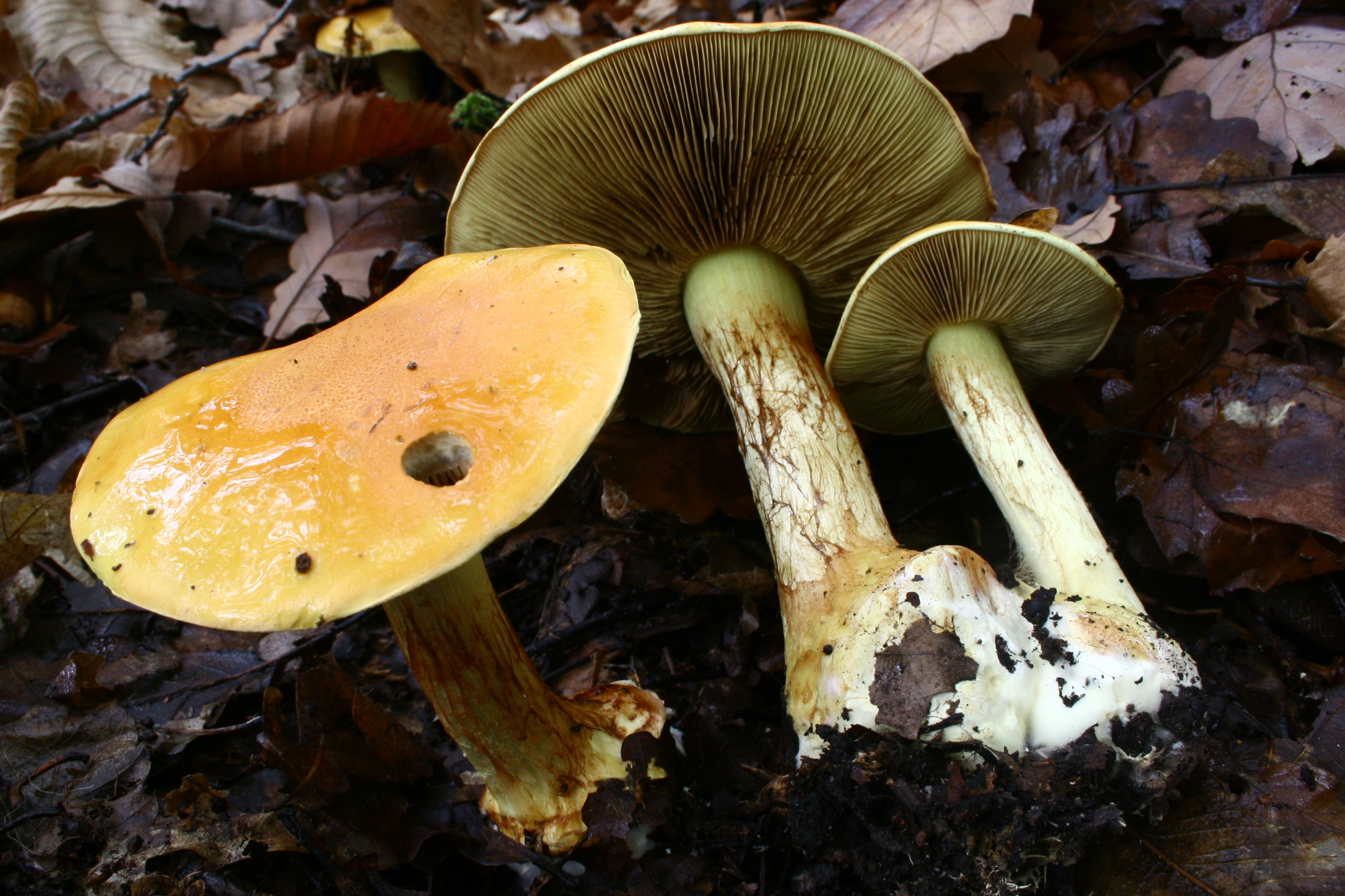
C. elegantissimus: pălărie, lamele și picior
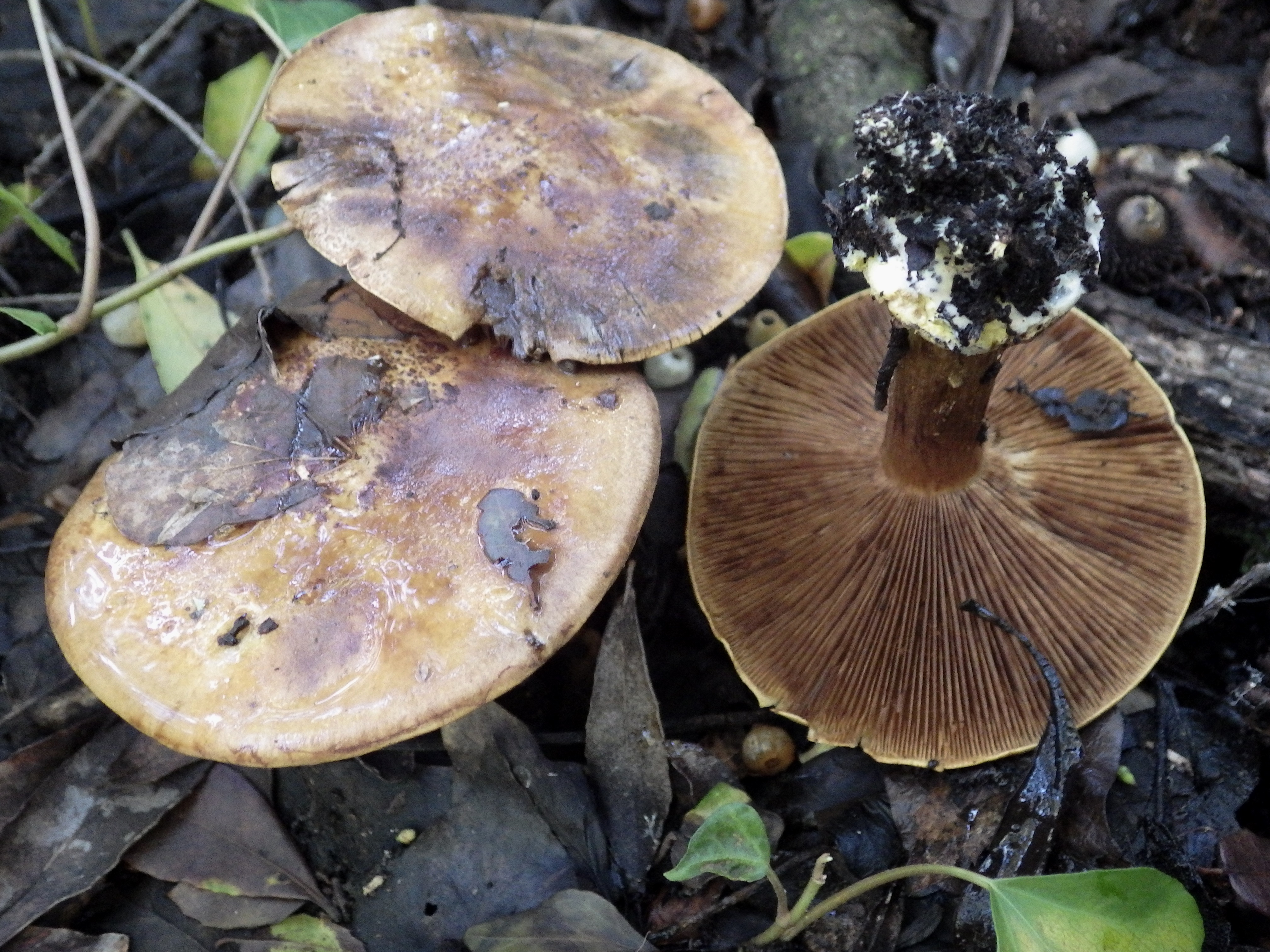
C. elegantissimus bătrâni

## Confuzii
Cortinarius elegantissimus poate fi confundat de exemplu cu Cortinarius bovinus (necomestibil), Cortinarius caninus (comestibil),
Cortinarius claricolor (comestibil), Cortinarius dibaphus (necomestibil), Cortinarius elegantior (comestibil, carne slab gălbuie, în centrul piciorului ușor roșiatică, miros imperceptibil, gust blând), Cortinarius laniger (necomestibil), Cortinarius meinhardii sin. Cortinarius vitellinus (letal), Cortinarius multiformis (comestibil), Cortinarius mussivus sin. Cortinarius russeoides (necomestibil), Cortinarius odorifer (comestibil, dar de valoare scăzută (lamele galben-verzuie la început, apoi maroniu-roșcate până la brun de scorțișoară și cu un miros de anason care nu se pierde la fiert), Cortinarius olidus (necomestibil), Cortinarius percomis (comestibil), Cortinarius saginus (comestibil), Cortinarius splendens (letal, carne galbenă) Cortinarius superbus (posibil letal, miros de iarbă proaspătă sau de porumb verde, gust blând), Cortinarius talus (comestibil) sau Cortinarius turmalis (comestibil).

## Specii asemănătoare în imagini

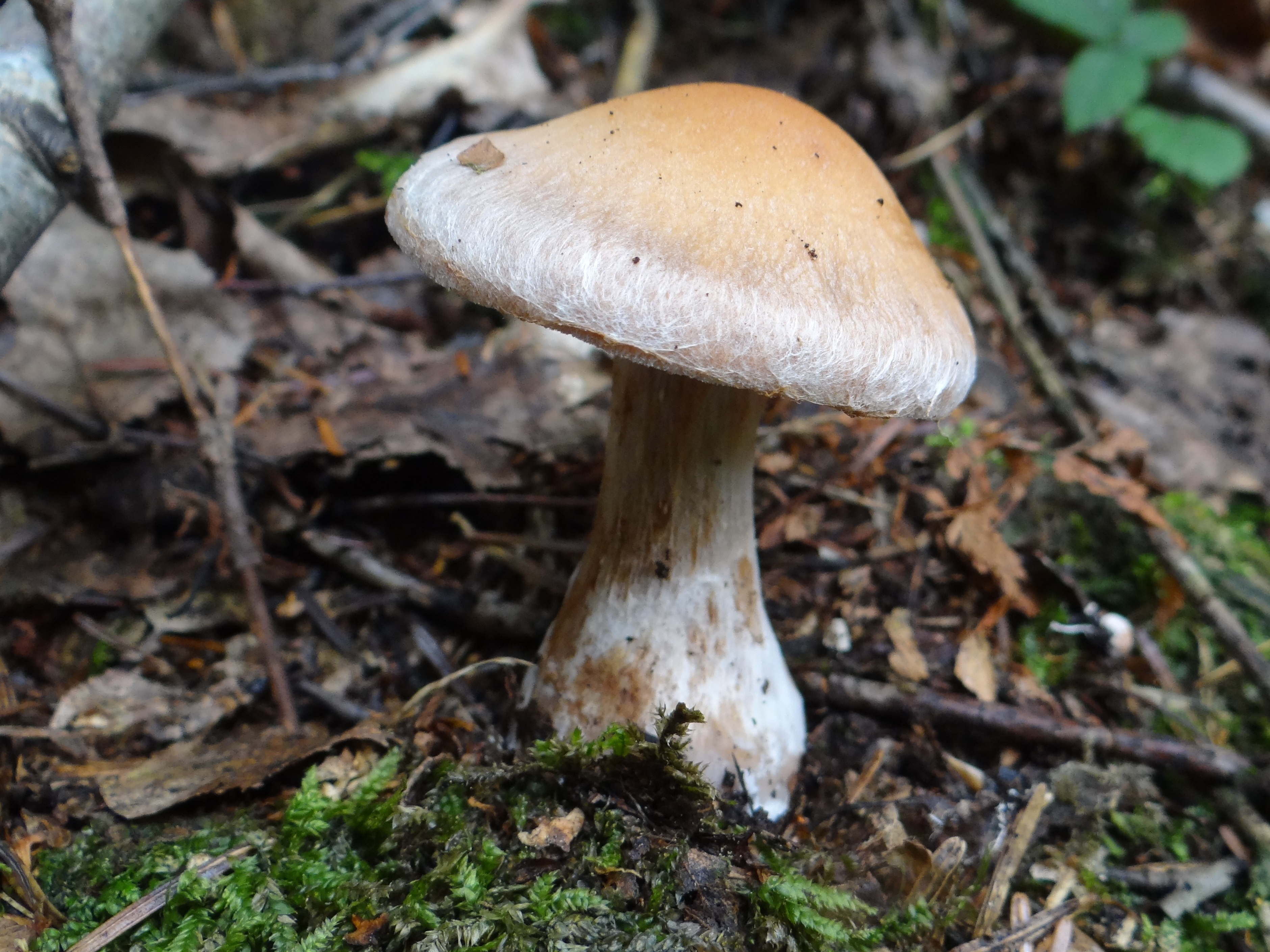
!Cortinarius bovinus!
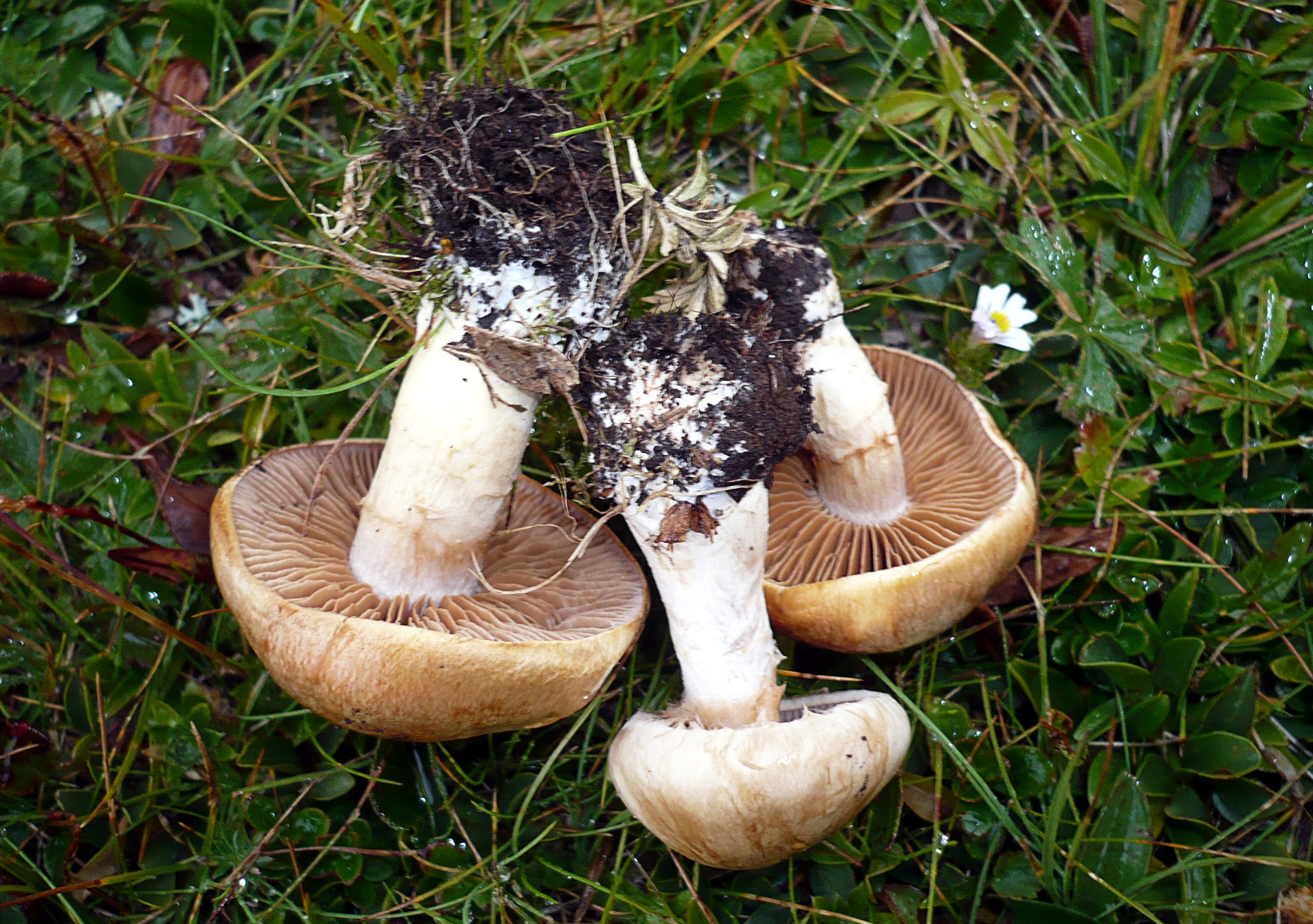
Cortinarius caninus
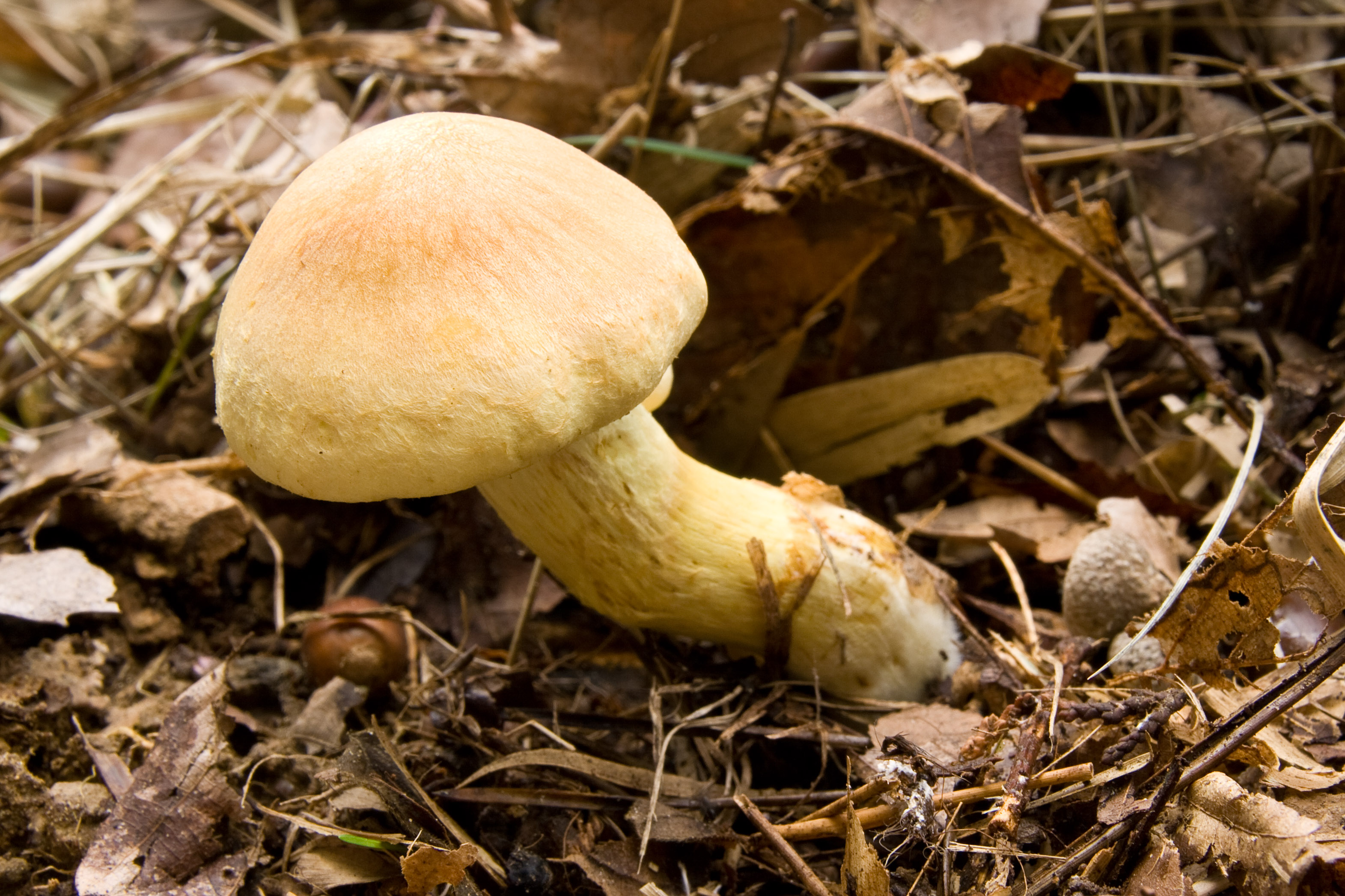
Cortinarius claricolor
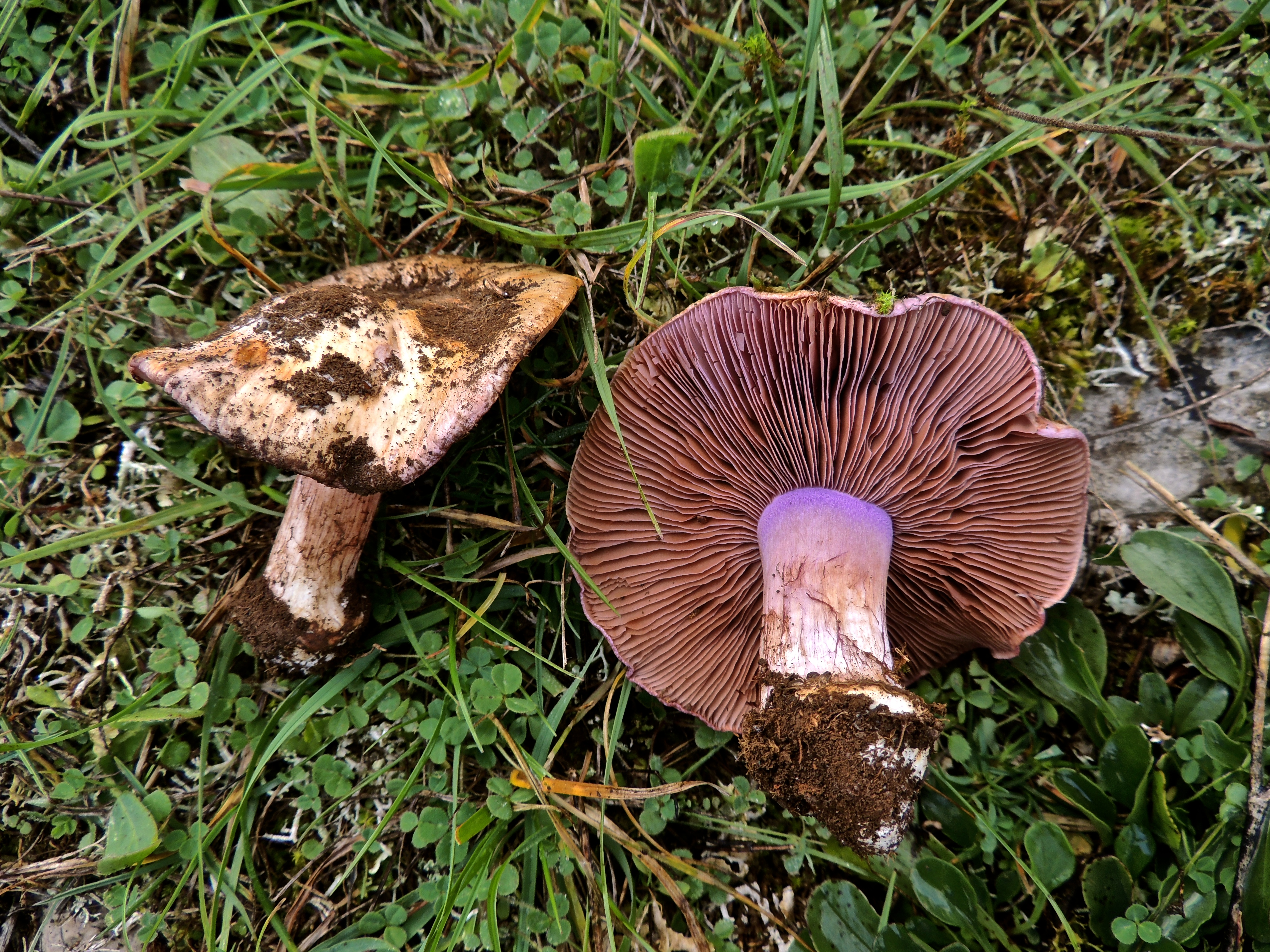
!Cortinarius dibaphus!
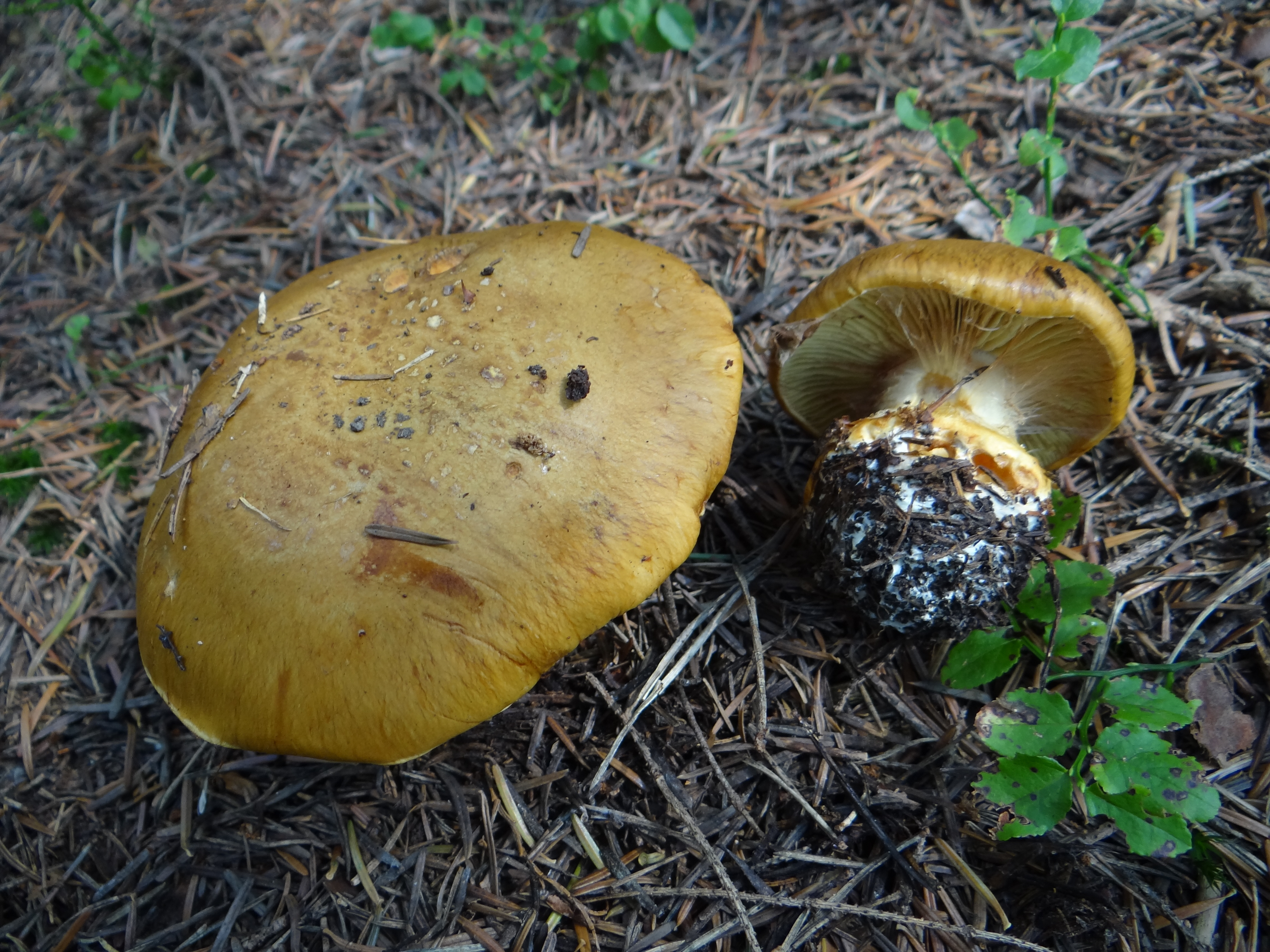
Cortinarius elegantior
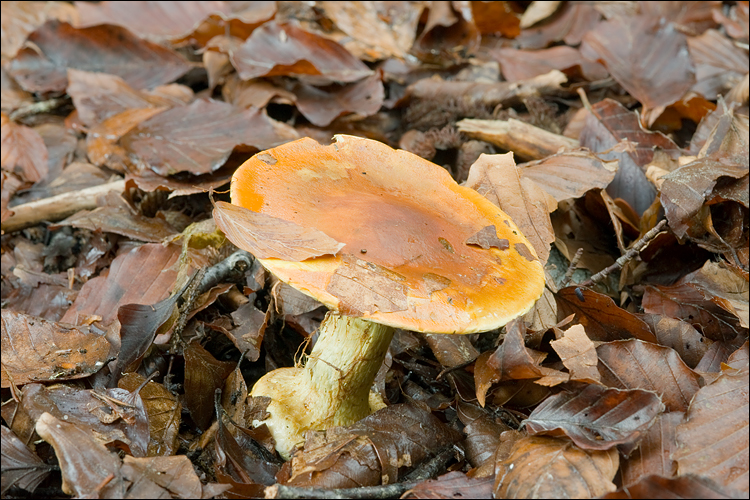
!!Cortinarius elegantissimus!!

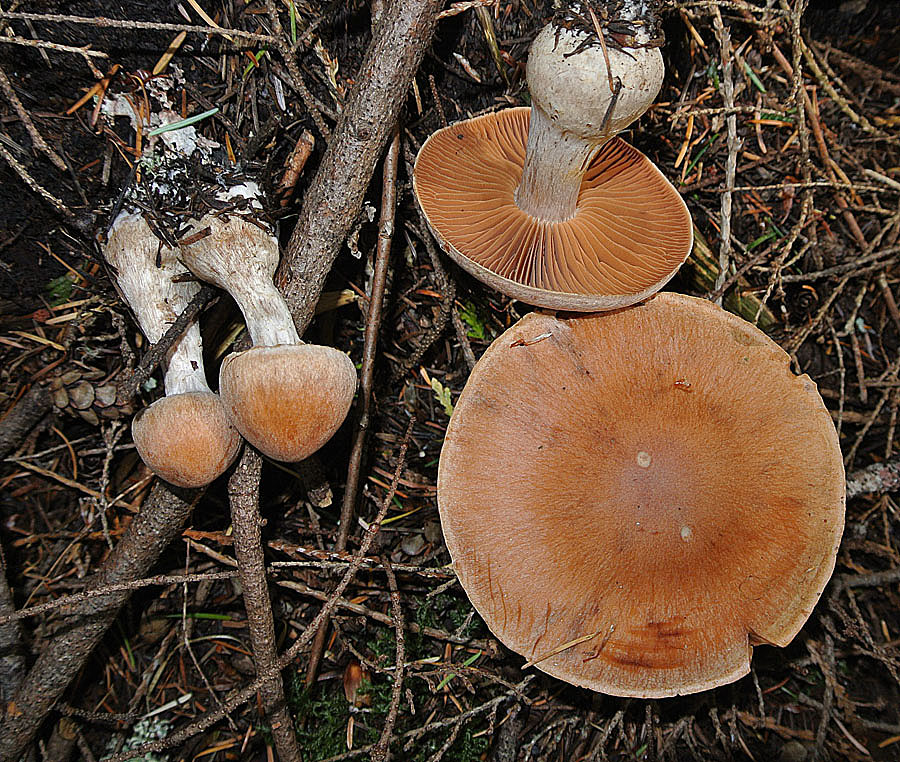
!Cortinarius laniger!
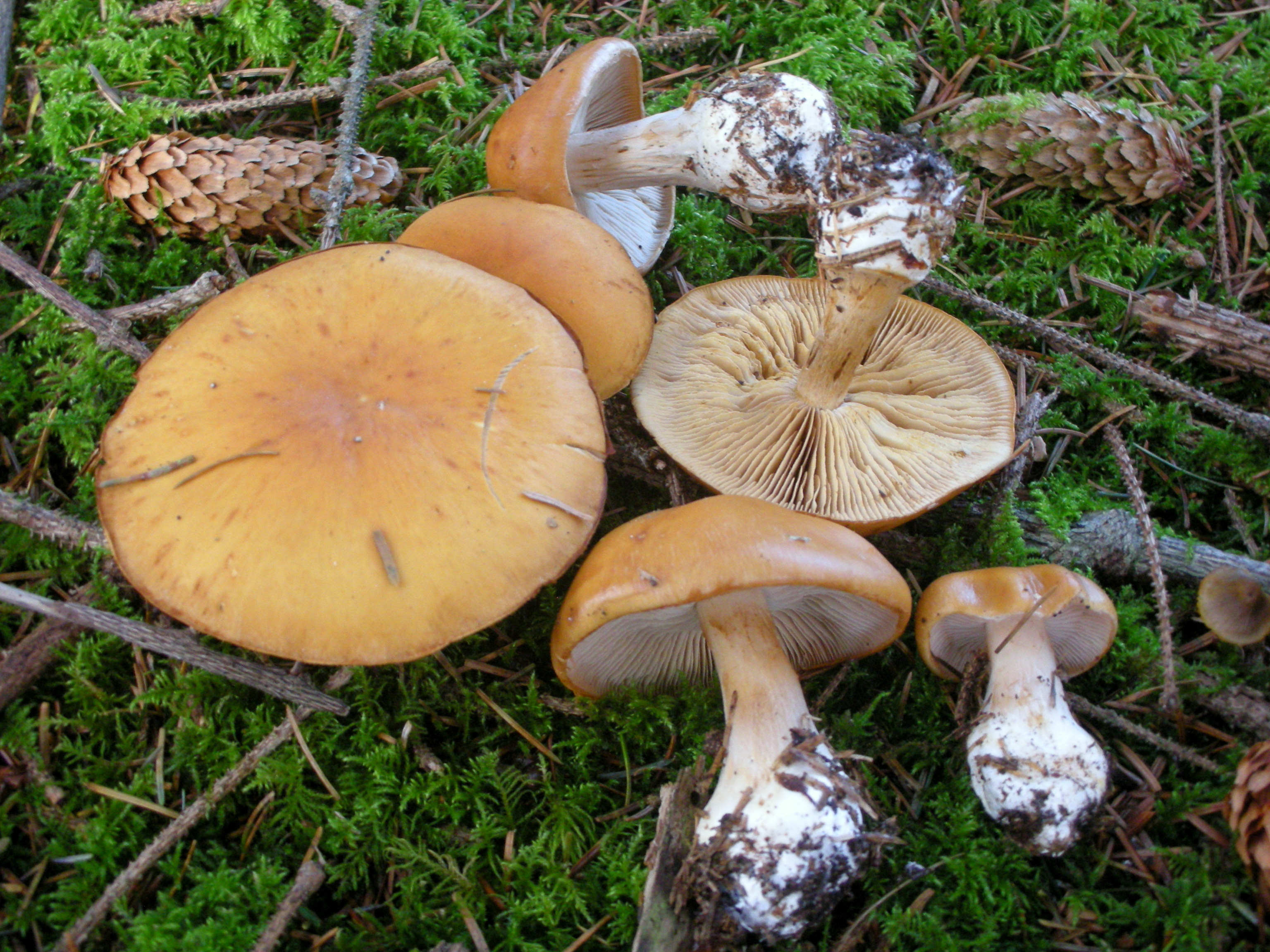
Cortinarius multiformis
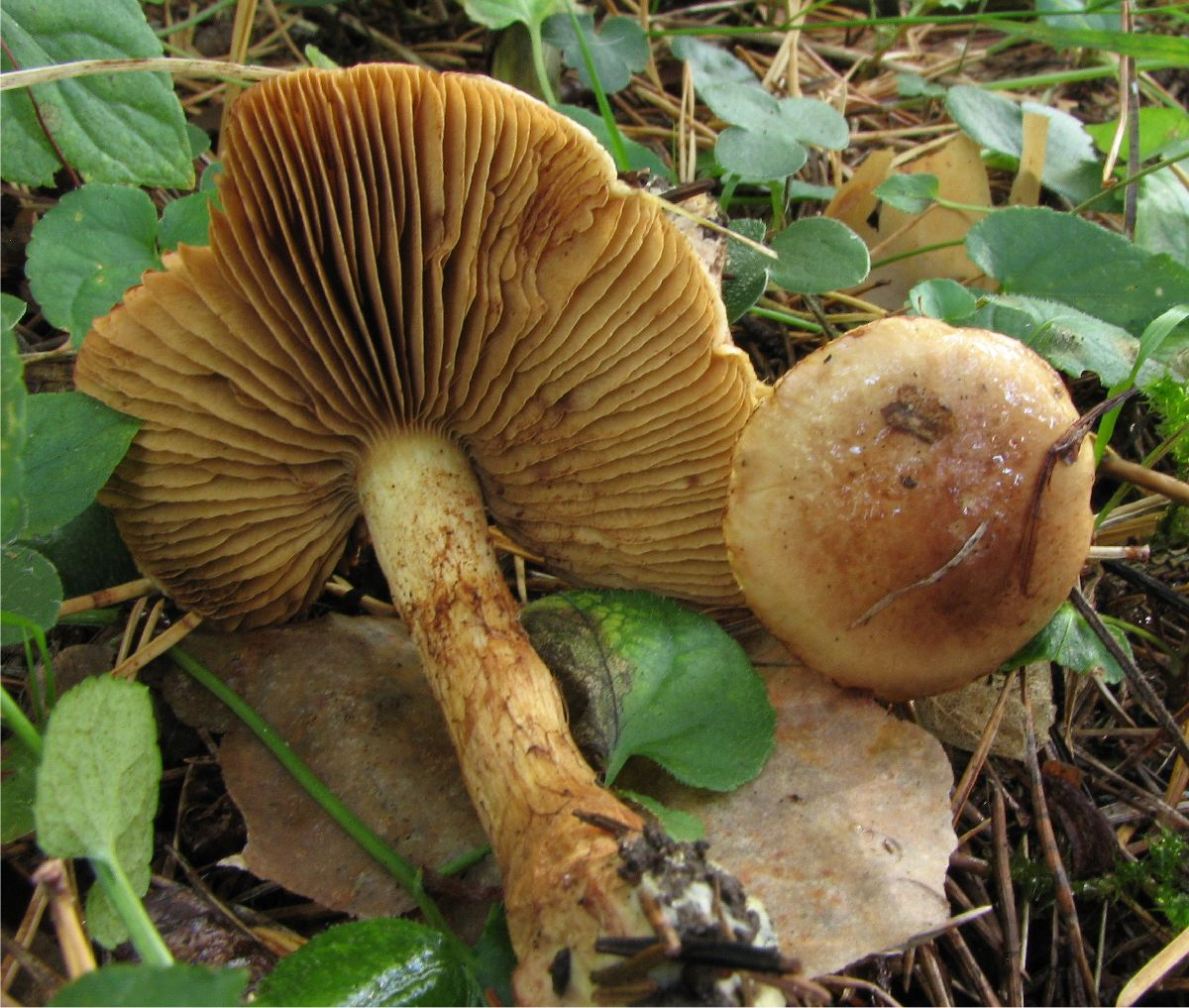
!Cortinarius mussivus!
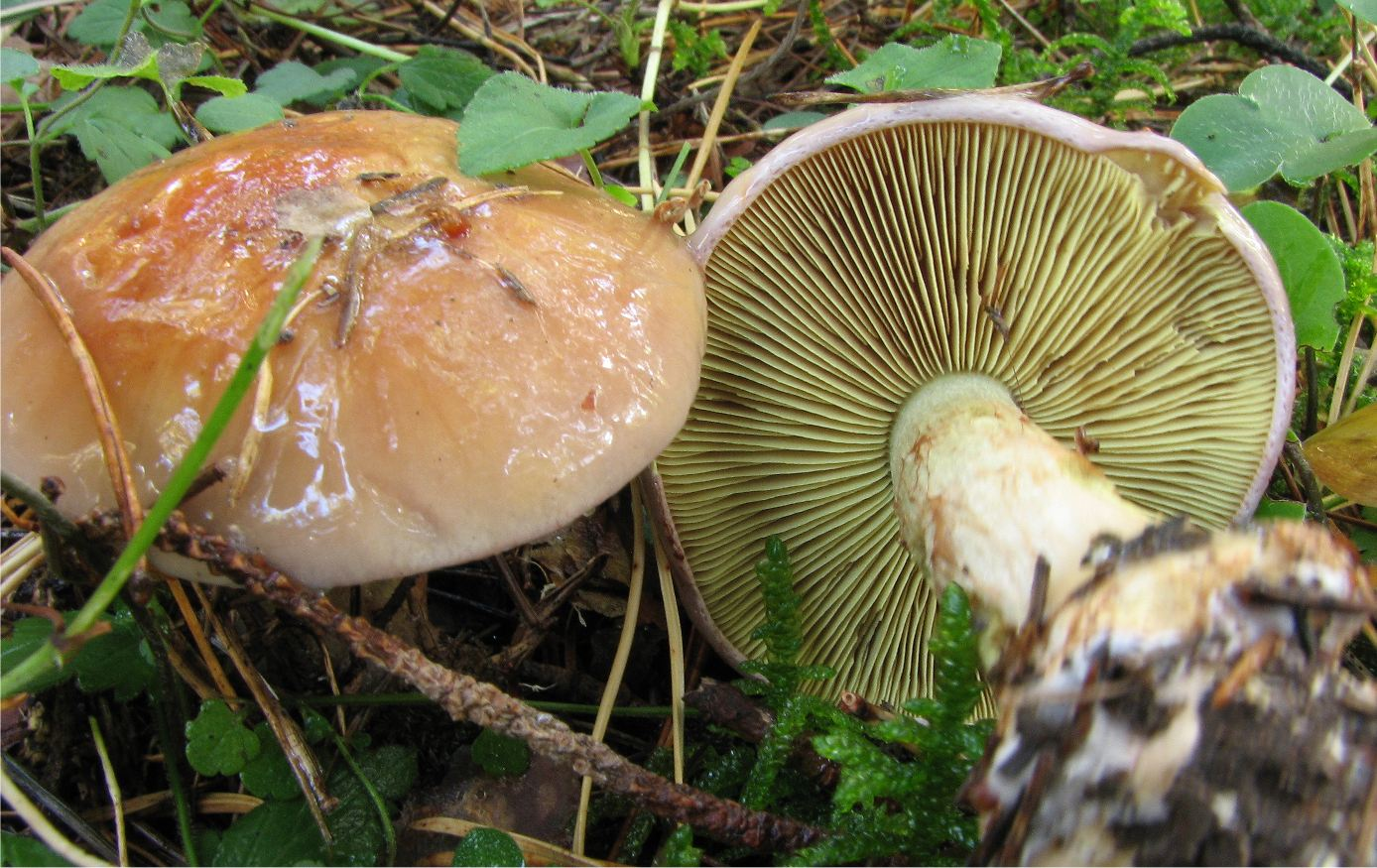
Cortinarius odorifer
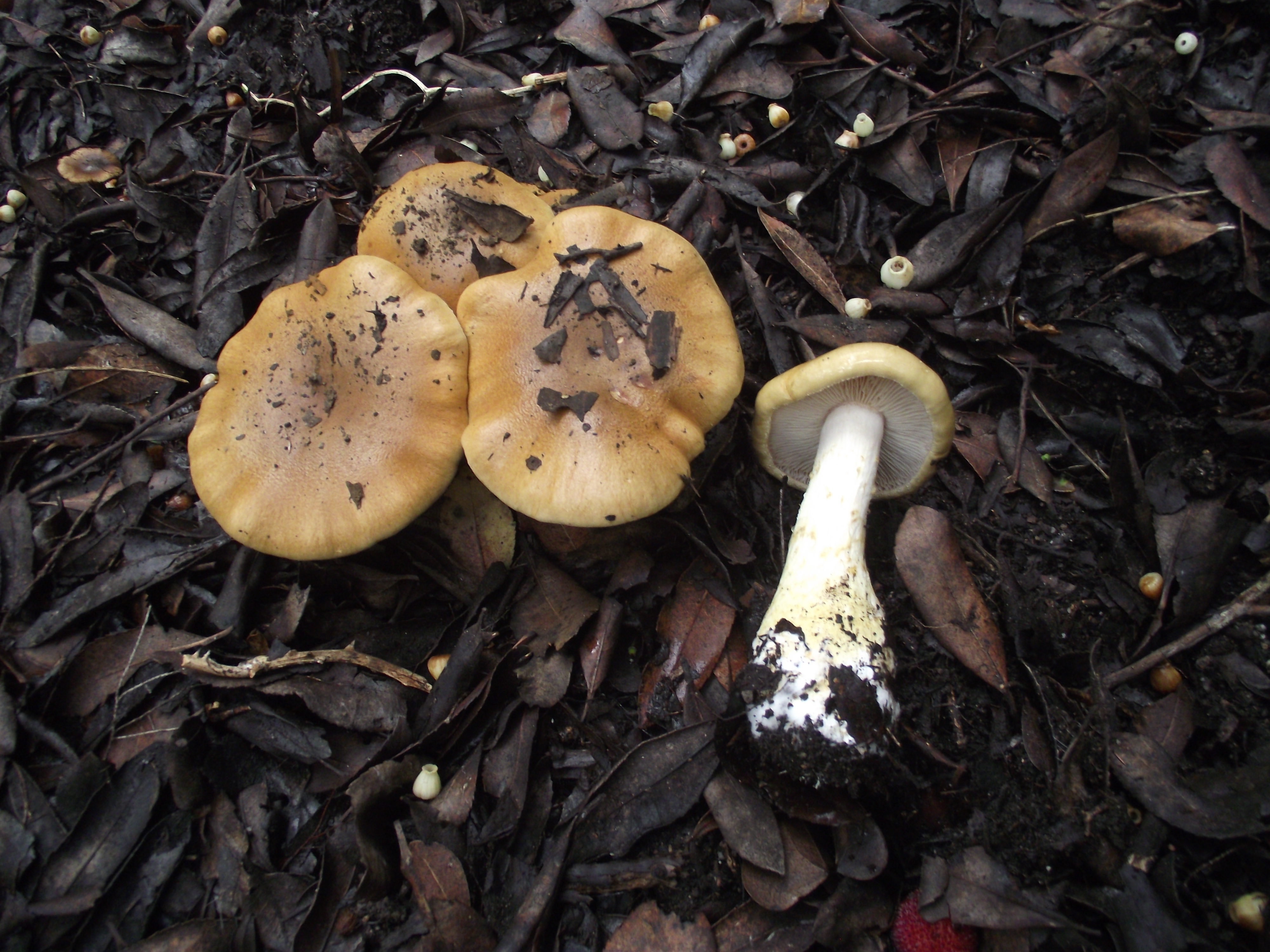
!Cortinarius olidus!
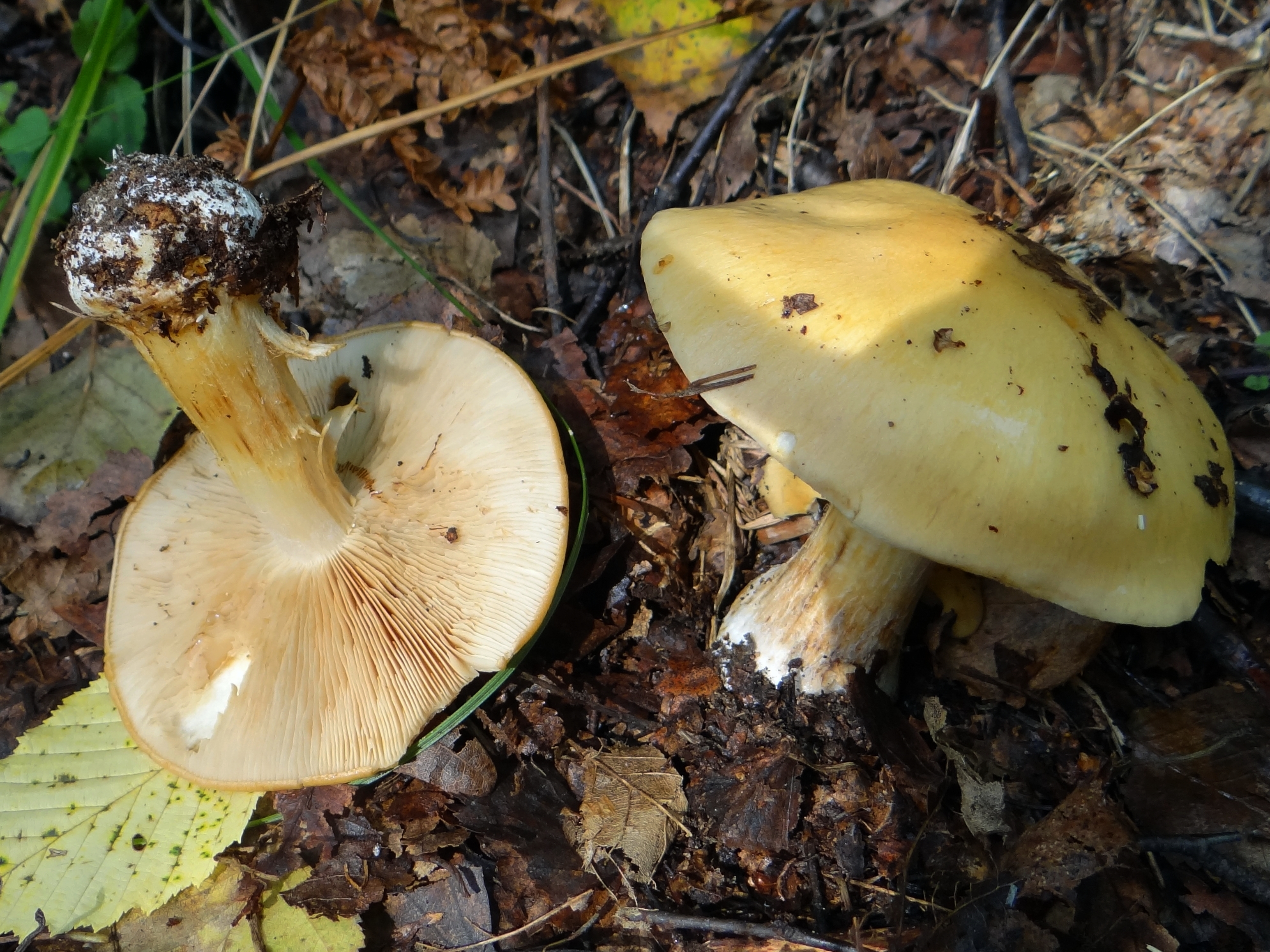
Cortinarius percomis

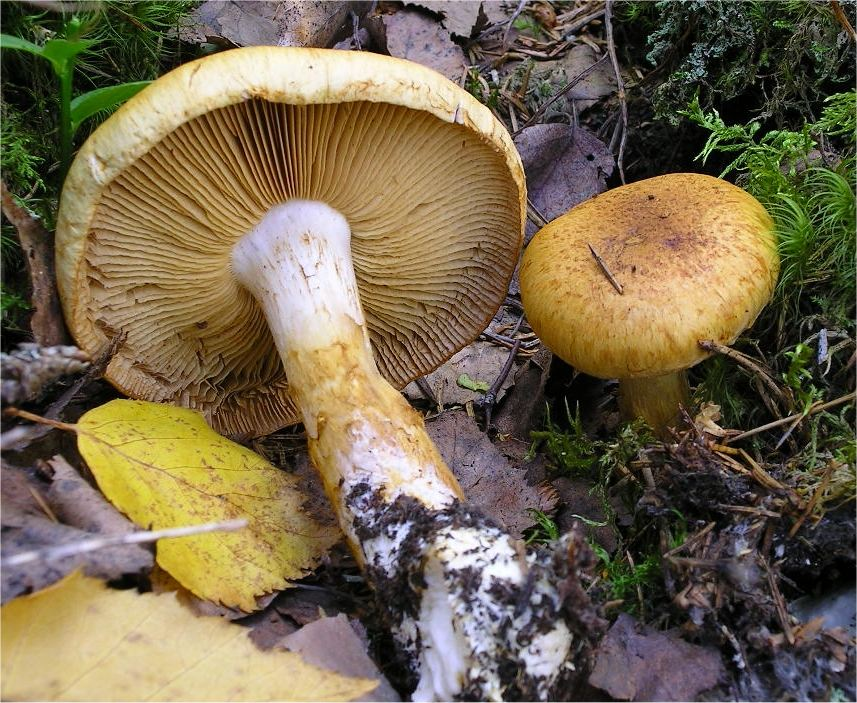
Cortinarius saginus
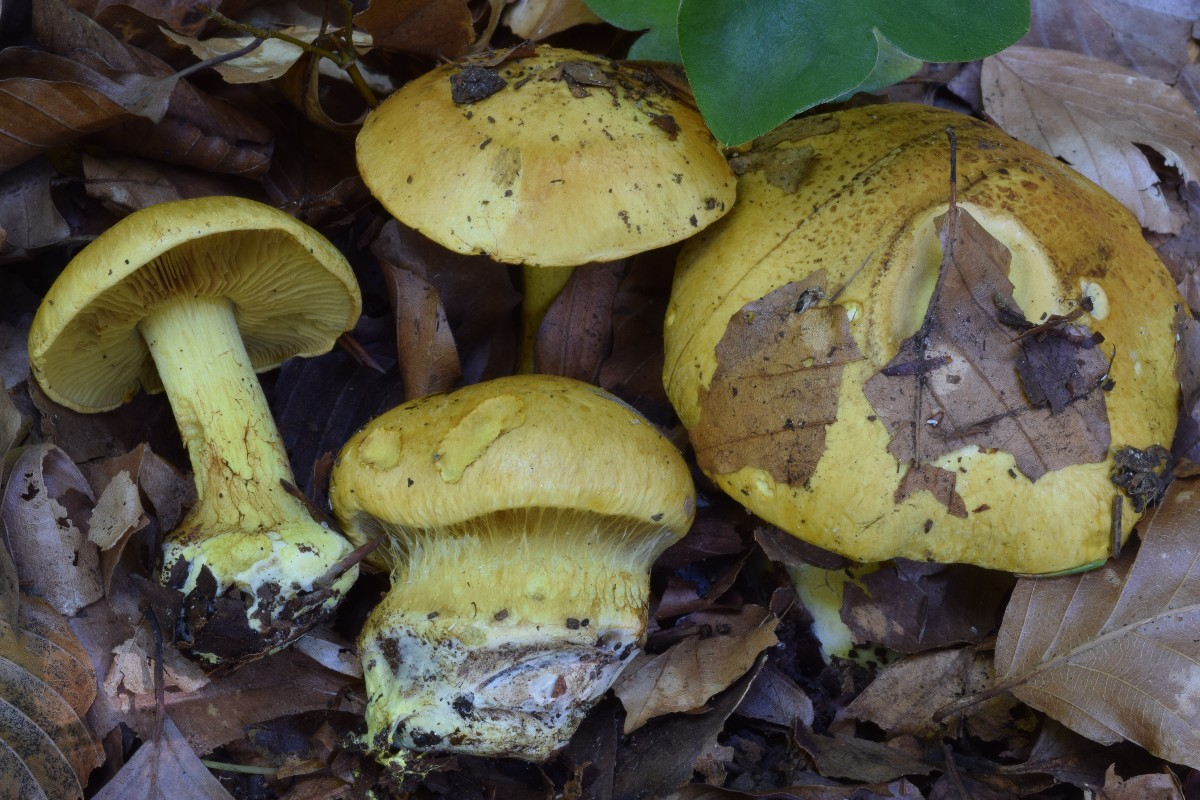
!!!Cortinarius splendens!!!
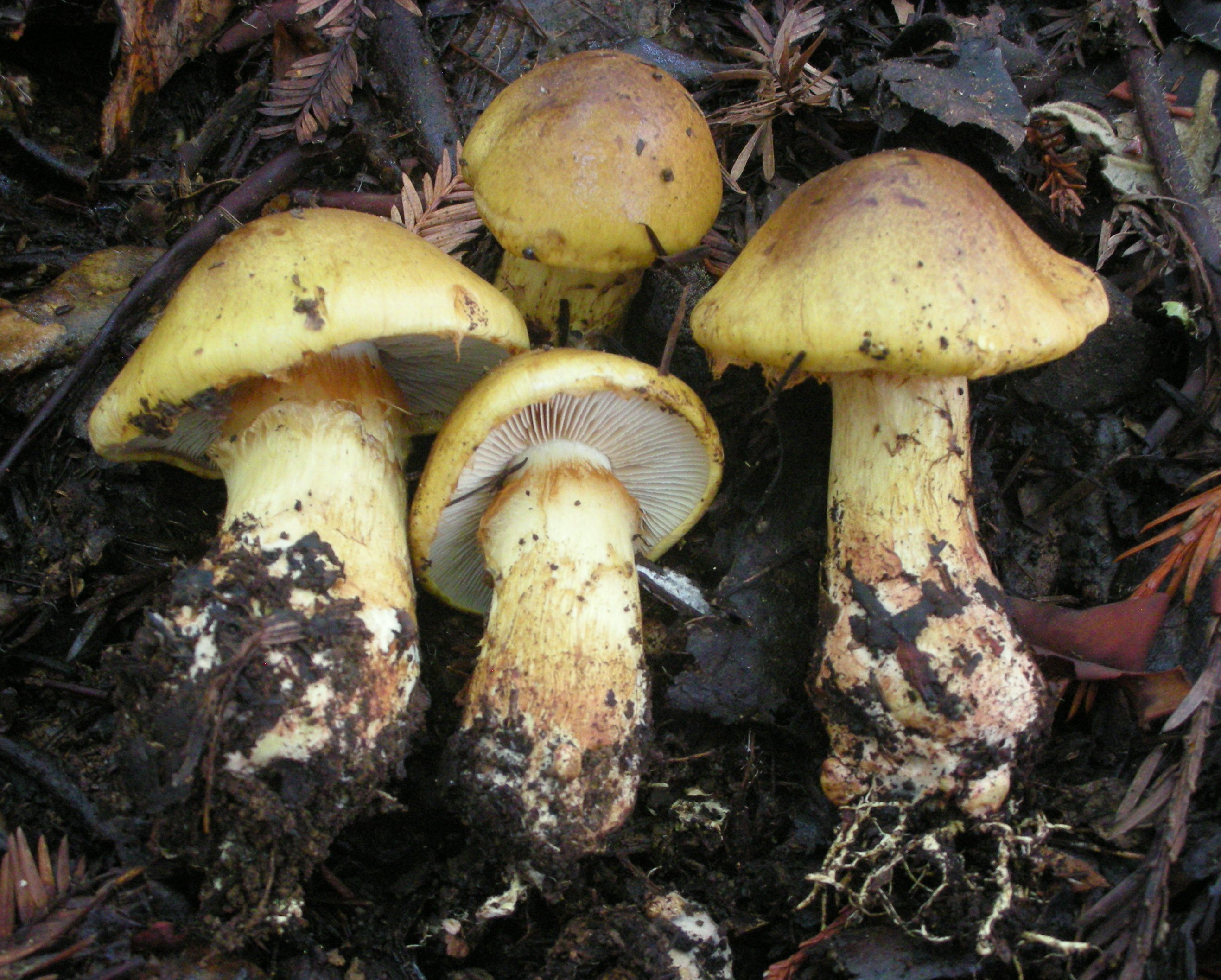
Cortinarius superbus A.H. Sm 687649
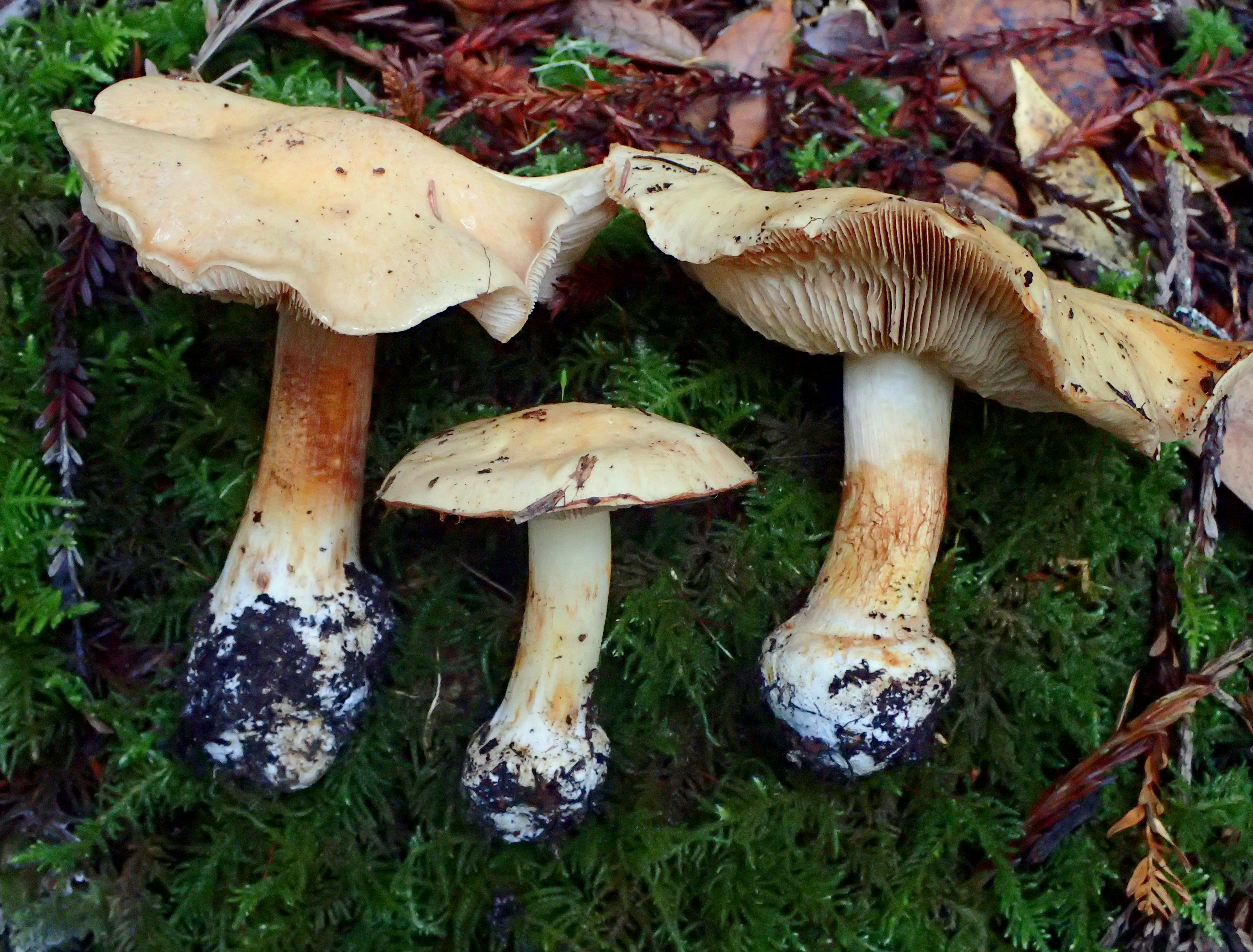
Cortinarius talus
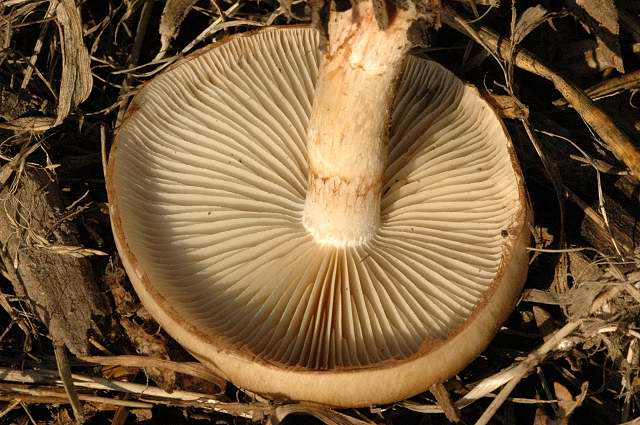
Cortinarius.turmalis

## Valorificare
Cortinarius elegantissimus este văzut de marea majoritate a micologilor otrăvitor. În plus este foarte ușor de confundat cu specii letale ca de exemplu Cortinarius meinhardii sin. Cortinarius vitellinus sau Cortinarius splendens.  